# Viktor Kolotov
Viktor Mikhailovich Kolotov (en ruso: Виктор Михайлович Колотов; 3 de julio de 1949-3 de enero de 2000) fue un futbolista ucraniano y entrenador soviético y ruso de origen tártaro. Jugó como centrocampista, principalmente en el FC Dynamo Kiev ucraniano, equipo en el que conquistó seis ligas soviéticas, una Recopa de Europa y una Supercopa de Europa, entre otros títulos. Falleció de un ataque al corazón a la edad de 50 años.

## Carrera profesional
Kolotov nació en el asentamiento de Yudino, en Kazán. Tras iniciarse en diferentes equipos de Tartaristán, su región natal, incluido el Rubin Kazán, Kolotov firmó por el poderoso Dynamo Kiev en 1971. En el equipo ucraniano se convirtió en el seis veces campeón de la Unión Soviética, ganó dos Copas de la URSS, una Recopa de Europa en 1975 y una Supercopa de la UEFA. Con el Dynamo disputó más de 200 partidos de liga.

## Selección nacional
Kolotov fue 54 veces internacional con la selección de la Unión Soviética, con quien se proclamó subcampeón de la Eurocopa 1972. Con el combinado soviético ganó la medalla de bronce en los Juegos Olímpicos de Múnich 1972 y en Montreal 1976. En 1979 Kolotov jugó un par de partidos para Ucrania en la Spartakiada de los Pueblos de la URSS.

## Palmarés

### Torneos nacionales
| Título           | Club           | País            | Año  |
| ---------------- | -------------- | --------------- | ---- |
| Primera División | Dinamo de Kiev | Unión Soviética | 1971 |
| Primera División | Dinamo de Kiev | Unión Soviética | 1974 |
| Copa             | Dinamo de Kiev | Unión Soviética | 1974 |
| Primera División | Dinamo de Kiev | Unión Soviética | 1975 |
| Primera División | Dinamo de Kiev | Unión Soviética | 1977 |
| Copa             | Dinamo de Kiev | Unión Soviética | 1978 |
| Primera División | Dinamo de Kiev | Unión Soviética | 1980 |
| Primera División | Dinamo de Kiev | Unión Soviética | 1981 |

### Torneos internacionales
| Título              | Club            | Sede     | Año  |
| ------------------- | --------------- | -------- | ---- |
| Bronce en los JJOO  | Unión Soviética | Múnich   | 1972 |
| Recopa de Europa    | FC Dynamo Kiev  | Basilea  | 1975 |
| Supercopa de Europa | FC Dynamo Kiev  | Kiev     | 1975 |
| Bronce en los JJOO  | Unión Soviética | Montreal | 1976 |